# Para (torrente)
Il torrente Para è un torrente della provincia di Forlì-Cesena, in Emilia-Romagna, affluente del fiume Savio.

## Decorso
La sorgente presenta due rami che hanno modellato lo sperone su cui sorge l'abitato di Capanna, e scorre nella valle fino al lago di Quarto, con una lunghezza di 14 km dalla confluenza delle due Pare. Affluente del Para è il torrente Alferello.
Il ramo sud (Para delle Velle) ha una lunghezza di 2,5 km fino alla sorgente fonte del Campaccio (1050 m s.l.m.) ed è anche alimentato dal fosso di Sant’Alberico, da considerarsi il prolungamento del torrente.
Il ramo nord (Para di Fondamula) di lunghezza 1,8 km fino alla sorgente fonte della Mula (950 m s.l.m.) ed è anche alimentato dal fosso della Cella e dal fosso della Parella.
La Valle della Para, compresa nella Valle del Savio, si sviluppa, seguendo una direttrice sud-nord, dallo spartiacque appenninico del versante adriatico fino al lago di Quarto.
La catena montuosa dello spartiacque comprende le seguenti cime: (da est ad ovest) monte Aquilone con le due propaggini del Poggio del Passino (1334 m) e Citorio (1310 m), Croce della Costa (1350 m), Pian del Brigo (1334 m) e Monticino (1348 m).
Sul crinale orientale, il monte della Faggiola vecchia (1099 m) e monte Castello (m 984) separano la valle da quella del Senatello-Marecchia.
Ad occidente il monte di Osseto (1059 m) ed il monte della Rocchetta (1037 m) fanno da spartiacque con la valletta del fosso della Trappola-Rio, affluente della Para nella bassa valle, chiudendo a nord con l'abitato di Castelpriore (835 m).